# Ма Чжаосюй
Ма Чжаосюй (вересень 1963, Харбін) — китайський дипломат. Постійний представник Китаю при Організації Об'єднаних Націй (2018—2019).

## Життєпис
Народився у вересні 1963 року у місті Харбін провінції Хейлунцзян. Закінчив Пекінський університет, доктор політичних та економічних наук.
У 1987—1990 рр. — аташе Департаменту міжнародних організацій та конференцій МЗС КНР;
У 1990—1993 рр. — аташе, третій секретар Постійного представництва КНР при ООН;
У 1993—1996 рр. — третій секретар, зам. завідувача відділу Департаменту міжнародних організацій та конференцій МЗС КНР;
У 1996—1999 рр. — заст. завідувача відділу, завідувача відділу, радник Канцелярії з іноземних справ Держради КНР;
У 1999—2001 рр. — заст. начальника управління Канцелярії керівної групи ЦК КПК із закордонних справ;
У 2001—2002 рр. — радник Посольства КНР у Сполученому Королівстві Великої Британії та Північної Ірландії;
У 2002—2004 рр. — радник-посланник Посольства КНР у Королівстві Бельгія та Місії КНР при ЄС;
У 2004—2009 рр. — заступник директора, директор Департаменту зовнішньополітичного дослідження МЗС КНР;
У 2009—2011 рр. — директор Департаменту інформації та друку МЗС КНР;
У 2011—2013 рр. — помічник Міністра закордонних справ Китаю;
У 2013—2016 рр. — Надзвичайний та Повноважний Посол КНР в Австралійському Союзі;
У 2016—2018 рр. — постійний представник КНР при відділенні ООН у Женеві та інших міжнародних організаціях у Швейцарії;
У 2018—2019 рр. — Постійний представник Китаю при Організації Об'єднаних Націй;
З 2019 року — заступник Міністра закордонних справ, який займається відносинами з країнами Латинської Америки та Карибського басейну, питання міжнародних організацій та конференцій, міжнародні економічні справи, питання контролю за озброєннями та роззброєнням, партійні справи.